# Jamais vu
Jamais vu en psicologia (del francès amb el significat de 'mai vist') és el fenomen d'experimentar una situació que el subjecte no recorda haver vist explícitament abans. La persona sap que ha ocorregut abans, però l'experiència li resulta estranya.

## En lingüística
Des de la perspectiva lingüística, el fenomen que una paraula després d'una repetició freqüent sembli que perd el seu significat la connecta amb la veritable naturalesa de les paraules. Una paraula és una unitat del llenguatge que té tres característiques:
- Té una forma, amb sons o caràcters.
- Té una funció, dins la frase.
- Té un significat, concepte o idea dins un context.

Tanmateix, quan una paraula es va repetint moltes vegades, de fet només es repeteix la forma fins que literalment la paraula deixa de tenir significat.

## Psicologia
Jamais vu sovint es descriu com l'oposat a déjà vu, implica un sentit de misteri i sensació de l'observador de veure la situació per primera vegada, tot i saber racionalment que ell o ella ha estat en la situació anterior.
El jamais vu s'explica més comunament quan una persona momentàniament no reconeix una paraula, persona o lloc que ell o ella ja sabia.
Aquest fenomen sovint s'agrupa amb déjà vu i presque vu.
El jamais vu el pot causar un atac epilèptic.